# Jan Thomas (sportowiec)
Jan Thomas (ur. 26 marca 1934 w Niżatycach, zm. 5 kwietnia 2009 w Nowym Targu) – polski hokeista występujący na pozycji obrońcy, przez całą karierę związany z Podhalem Nowy Targ.

## Kariera klubowa
- Podhale Nowy Targ (1953–1965)

## Sukcesy
- Mistrzostwa Polski:
  -  1958, 1960, 1961 i 1962 z Podhalem Nowy Targ
  -  1963 i 1964 z Podhalem Nowy Targ